# Tiếng Cơ Ho
Tiếng Kơ Ho (còn viết là K'Ho hay Kaho) là ngôn ngữ chính thức của người Kaho được sử dụng rộng rãi trong khi nói và viết và đặc biệt là trong giao tiếp giữa cộng đồng người Kaho với nhau. Cũng như giữa người Kaho với một số anh em các dân tộc lân cận cùng sử dụng ngữ điệu Kaho như là: Kaho Cil, Kaho Lạch, Kaho Mạ và một số dân tộc anh em khác trong cộng đồng.... Người Kaho nhìn chung đa số sống tập trung tại Lâm Đồng, Việt Nam. Cộng đồng anh em sống rãi rác tại các huyện trong tỉnh. Ngoài ra cộng đồng người Kaho còn sống tại một số tỉnh thành như: Khánh Hòa, Ninh Thuận, Đồng Nai, Sài Gòn (thành phố Hồ Chí Minh ngày nay). Một số cộng đồng người Kaho định cư và sinh sống tại nước ngoài chủ yếu là đất nước Hoa Kỳ.

## Phân nhóm-phương ngữ
Có ít nhất 12 nhóm phương ngữ tiếng Cơ Ho: Chil (Cil, Til); Kalop (Tulop); Kơyon (Kodu, Co-Don); Làc (Làt, Lach); Mà (Mạ, Maa); Nồp (Nop, Xre Nop, Noup); Pru; Ryông Tô (Riồng, Rion); Sop, Sre (Chau Sơre, Xrê); Talà (To La); Tring (Trinh). Dù tiếng Mạ là một nhóm phương ngữ tiếng Cơ Ho, người Mạ tự coi mình là một dân tộc riêng.

## Âm vị học
Dữ liệu bên dưới lấy từ H. Olsen (2015).

### Phụ âm

#### Phụ âm đầu
|          |           | Đôi môi | Chân răng | Vòm | Ngạc mềm | Thanh hầu |
| -------- | --------- | ------- | --------- | --- | -------- | --------- |
| Tắc      | vô thanh  | p       | t         | c   | k        | ʔ         |
| Tắc      | bật hơi   | pʰ      | tʰ        | cʰ  | kʰ       |           |
| Tắc      | hữu thanh | b       | d         | ɟ   | g        |           |
| Tắc      | hút vào   | ɓ       | ɗ         |     |          |           |
| Mũi      | Mũi       | m       | n         | ɲ   | ŋ        |           |
| Xát      | Xát       |         | s         |     |          | h         |
| R        | R         |         | r         |     |          |           |
| Tiếp cận | Tiếp cận  | w       | l         | j   |          |           |

- Âm /r/ thường là âm rung [r] nhưng cũng thường trở thành âm vỗ [ɾ] khi nằm trong cụm phụ âm.

#### Phụ âm cuối
|          |          | Đôi môi | Chân răng | Vòm | Ngạc mềm | Thanh hầu |
| -------- | -------- | ------- | --------- | --- | -------- | --------- |
| Tắc      | Tắc      | p       | t         | c   | k        | ʔ         |
| Mũi      | Mũi      | m       | n         | ɲ   | ŋ        |           |
| Xát      | Xát      |         | s         |     |          | h         |
| R        | R        |         | r         |     |          |           |
| Tiếp cận | Tiếp cận | w       | l         | j   |          |           |

- Trước /c/ và /ɲ/, có một âm lướt sau nguyên âm [Vʲ], nên /pwac/ ‘thịt’ phiên âm chính xác là [pwaʲc] và /ʔaɲ/ ‘tôi (đại từ ngôn thứ nhất số ít)’ là [ʔaʲɲ].

### Nguyên âm
|          | Trước | Giữa  | Sau |
| -------- | ----- | ----- | --- |
| Đóng     | /i/   | /ɨ~ɯ/ | /u/ |
| Nửa đóng | /e/   | /ǝ/   | /o/ |
| Nửa mở   | /ɛ/   |       | /ɔ/ |
| Mở       |       | /a/   | /ɑ/ |

- Nguyên âm phân biệt về độ dài.

## Hình thái học

### Ghép từ
Ghép từ là một cách thường dùng để tạo từ mới trong tiếng Cơ Ho. Vài ví dụ:
- muh mat ‘mặt’

< muh [muh] ‘mũi’ 
+ mat [mat] ‘mắt’
- phe mbar ‘gạo nếp

< phe [phɛ] ‘gạo’ 
+ mbar [mbar] ‘dính’
- oui ao ‘quần áo’

< oui [ʔoːj] ‘mền, chăn’ 
+ ao [ʔaːw] ‘áo’

### Thêm phụ tố
Một trong những tiền tố thường dùng nhất trong tiếng Cơ Ho là tiền tố gây khiến tön- [tən-]. Nếu từ được gắn tiền tố bắt đầu bằng âm mũi thì "luật tránh cụm phụ âm mũi" được áp dụng.
| Từ          | Nghĩa       | Dạng gắn tiền tố  | Nghĩa                  |
| ----------- | ----------- | ----------------- | ---------------------- |
| duh [duh]   | nóng        | tönduh [tənduh]   | làm cho nóng, đun nóng |
| chöt [cʰət] | chết        | tönchöt [təncʰət] | giết                   |
| ring [riŋ]  | bằng, phẳng | tönring [tənriŋ]  | san bằng, làm bằng     |
| mut [mut]   | vào         | tömut [təmut]     | cho vào, làm cho vào   |
| muu [muːʔ]  | xuống       | tömuu [təmuːʔ]    | hạ thấp, làm cho xuống |